# Baoshan Yunduan Airport
Baoshan Yunduan Airport är en flygplats i Kina. Den ligger i provinsen Yunnan, i den sydvästra delen av landet, omkring 350 kilometer väster om provinshuvudstaden Kunming.
Runt Baoshan Yunduan Airport är det ganska tätbefolkat, med 185 invånare per kvadratkilometer. Närmaste större samhälle är Baoshan, 6,9 km norr om Baoshan Yunduan Airport. Trakten runt Baoshan Yunduan Airport består till största delen av jordbruksmark.
Genomsnittlig årsnederbörd är 1 054 millimeter. Den regnigaste månaden är juli, med i genomsnitt 311 mm nederbörd, och den torraste är januari, med 6 mm nederbörd.